# 联合国开发计划署
联合国开发计划署（法語： ，缩写为  ）是世界上最大的负责进行技术援助的多边机构。它是联合国的一个下属机构，总部位于纽约。联合国开发计划署的工作是为发展中国家提供技术上的建议、培训人才并提供设备，特别是为最低度開發國家进行帮助。
联合国开发计划署前总干事是马克·马洛赫·布朗，他曾任联合国秘书长办公厅主任（法語： ）一职。在2005年5月5日举行的联合国大会上，全部191个国家的代表一致同意由前土耳其财政部长及资深世界银行官员，凯末尔·德尔维什（Kemal Derviş）出任下一任联合国开发计划署总干事。德尔维什于同年8月15日走马上任，开始了他的四年任期。联合国开发计划署总干事一职在联合国各职位中地位排在第三，仅次于联合国秘书长及常务副秘书长。
联合国开发计划署的前身是联合国技术协助扩大计划署（Expanded Programme of Technical Assistance）及联合国特别基金（United Nations Special Fund），两者于1965年合并为联合国开发计划署。联合国开发计划署每年根据人类发展指数，发布《人类发展报告》（Human Development Report）。联合国开发计划署也是全球环境基金的诸多执行机构之一。

## 职责
- 为会员国提供经济规划。
- 为会员国提供资金以促进其国家发展。
- 帮助发展中国家更好地利用本国的自然资源，发展生产力，提升这些国家人民的生活水平并帮助这些国家为世界经济作出贡献。